# 物哀
物哀（日语：／ Mono no aware），是理解日本平安王朝文学的审美理念。

## 内容
感知外在事物，對物移情產生的幽情、哀傷等情緒，以及對人世無常的感慨。

## 「哀」的語源
哀（日语： aware），在原始歌謠中，漢字表記讀音為。 在《石上私淑言》中，本居宣長認為「哀」（阿波禮）是一種感嘆詞，相當於「啊」（あ）與「哇唻」（はれ）的組合。 也就是，本體接觸外在事或物而生的一切心理活動，包含感動、喜悅、哀傷與憂愁。 而該概念，由漢字的輔助標記。哀，最初指各種場合中的感動，最後限定在美學意義上的「情趣」。

## 物哀的发现

### 日本國學
由日本江户时代后期国学家本居宣長在著作《紫文要领》和《源氏物语玉小櫛》中提出，將《源氏物語》定為「物哀」的典範。
江户时代，儒教受到幕府的保护、奖励，「劝善惩恶」的理念产生了巨大影响。过去的平安时代的文学，皆必須以儒家的概念與政治理念为前提进行讨论。然而，在此時期，国学家重新發現「物哀」，否定了以儒學解釋文學作品，找回文學作品作為藝術的自律性。《源氏物語》與其他文學作品一樣，受到了作品時代的思想、風土、政治的影響，但本居宣長不再從作品之外的價值觀、目的意識來閱讀，而是以物語本身的內在價值看待《源氏物語》。根據契沖以來的「文藝自律性」的想法，本居宣長針對《源氏物語》提出「物哀」。

### 知物哀
世上萬事萬物，形形色色，不論是目之所及，抑或耳之所聞，抑或身之所觸，都收納於心，加以體味，加以理解，這就是感知『事之心』、 感知『物之心』。——本居宣長；王向遠譯，《日本物哀》
本居宣長更進一步指出，能夠感知「物哀」的心，即「知物之心」，正是人與禽獸不同之處。知物哀（もののあはれをしる），便是因理解人心，觸景而生情，將此種感動呈現出來，使人能感同身受。
和辻哲郎，將本居宣長的「物哀」詮釋成，「對永遠根源的思慕」（永遠の根源的な思慕）或「對絕對者的依屬感情」（絶対者への依属の感情）。

## 腳註
1. ↑  Macdonald, Fiona. . www.bbc.com.   [2022-05-01]. （原始内容存档于2022-05-01） （英语）.
2. 1 2 3  詹斐雯. . 國立臺東大學. : 85.
3. 1 2  大西克禮. . 王向遠翻譯. 上海譯文.
4. ↑  久松潛一. . 東京: 至文堂. 1936. 初めはすべての場合の感動であったのが、後には美の意識が自覚されるにつれて『あわれ』の意義も限定されしみぐとした情趣をさすやうになった。
5. 1 2  和辻哲郎『日本精神史研究』（岩波書店、1926年。改版1971年）
6. 1 2 3 4  中井千之
7. ↑  《「一切景語皆情語」 ──唐宋令詞的情景交融與平安短歌的物哀抒臆》，詹斐雯，國立臺東大學，87頁。引文："「物哀」的善惡取決於「是否理解人心」，由世間萬物所引發的喜怒哀樂，將其真實地呈現出來，使人能感同身受其中的愉悅或悲泣，這即是「物哀」所認知的善。日本文學強調「心」的存在，是有情、知情進而抒情的過程，而推動情感的力量，則是由「物哀」提供。"